# چیو من-کین
چیو من-کین (انگلیسی: Chiu Meng-jen؛ متولد ۲۶ ژوئیه ۱۹۷۸) تکواندوکار تایوانی است. در مسابقات قهرمانی تکواندو جهان ۱۹۹۷، در هنگ کنگ، وی پس از شکست در مرحله نیمه نهایی در برابر ناتالیا ایوانووا، در مسابقات دسته سنگین‌وزن مدال برنز را از آن خود کرد.